# Ród M
Ród M - 8-zeszytowa miniseria, która przenosi czytelników do świata, w którym ludzie i mutanci żyją w harmonii. Marzenia każdego superbohatera stają się realne, ale tamtejsza rzeczywistość również ma swoje wady. Gdy geneza świata zostaje ujawniona, wybucha zamieszanie i chaos. Po tym wszystkim Uniwersum Marvela zmienia się nie do poznania. Komiks został w Polsce wydany dwa razy - przez Mucha Comics i w 35 tomie Wielkiej kolekcji komiksów Marvela

## Fabuła
Wydarzenia zawarte w Avengers: Upadek Avengers pozostawiły jeden nierozwiązany problem - Scarlet Witch, która wykorzystując swe moce doprowadziła do śmierci  kilku członków Avengers. Nowi Avengers oraz X-Men muszą zadecydować o dalszym losie Wandy Maximoff, w tym celu lecą na Genoshę. Po lądowaniu Profesor X znika, a każdy bohater zostaje przeniesiony do świata, w którym wiedzie mu się jak najlepiej i niczego nie traci.

## Bohaterowie
- Scarlet Witch
- Quicksilver
- Profesor X
- Magneto
- Cyclops
- Beast
- Wolverine
- Colossus
- Shadowcat
- Emma Frost
- Spider-Man
- Iron Man
- Luke Cage
- Cloak
- Dagger
- Hawkeye
- Doktor Strange
- She-Hulk
- Kapitan Ameryka
- Falcon
- Miss Marvel
- Iceman
- Wasp
- Yellow Jacket
- Sentry

## Twórcy
- Scenariusz - Brian Michael Bendis
- Rysunki - Olivier Coipel
- Tusz - Tim Townsend, Rick Magyar, John Dell i Scott Hanna
- Kolory - Frank d'Armata
- Ilustracje na okładkach - Esad Ribic
- Asystentki redaktora wydania oryginalnego - Stephanie Moore, Molly Lazer i Aubrey Sitterson
- Zastępca redaktora wydania oryginalnego - Andy Schmidt
- Redaktor wydania oryginalnego - Tom Brevoort
- Redaktor naczelny wydania oryginalnego - Joe Quesada